# Oweina
Oweina (tiếng Ả Rập: عوينة) là một ngôi làng Syria nằm ở Al-Suqaylabiyah Nahiyah ở huyện Al-Suqaylabiyah, Hama. Theo Cục Thống kê Trung ương Syria (CBS), Oweina có dân số năm 1832 trong cuộc điều tra dân số năm 2004.